# São Bento (Angra do Heroísmo)
São Bento ist eine portugiesische Gemeinde (Freguesia) im Kreis (Município) Angra do Heroísmo auf der Azoren-Insel Terceira. In ihr leben 1909 Einwohner (Stand 19. April 2021).